# Championnat de France des rallyes 2011
Navigation
Édition précédente Édition suivante
Pour la seconde année consécutive, c'est le Rallye du Touquet qui ouvre la saison. À noter aussi la présence du Rallye de France – Grand National qui, comme la saison précédente, compte pour le championnat de France et pour le Championnat du monde.

## Rallyes de la saison 2011
| Manche | Dates                     | Rallye                            | Vainqueur          | Copilote            | Voiture                    |
| ------ | ------------------------- | --------------------------------- | ------------------ | ------------------- | -------------------------- |
| 1      | 18 mars-19 mars           | Rallye du Touquet                 | Éric Brunson       | Cédric Mondon       | Subaru Impreza WRC         |
| 2      | 14 avril-17 avril         | Rallye Lyon-Charbonnières         | Dany Snobeck       | Gilles Mondésir     | Citroën C4 WRC             |
| 3      | 3 juin-5 juin             | Rallye du Limousin                | Dany Snobeck       | Gilles Mondésir     | Citroën C4 WRC             |
| 4      | 8 juillet-10 juillet      | Rallye du Rouergue                | Pierre Roché       | Martine Roché       | Peugeot 307 WRC            |
| 5      | 1er septembre-4 septembre | Rallye du Mont-Blanc              | Pierre Campana     | Sabrina de Castelli | Mini John Cooper Works WRC |
| 6      | 30 septembre-2 octobre    | Rallye de France – Grand National | Gilles Nantet      | Corinne Murcia      | Porsche 996 GT3            |
| 7      | 28 octobre-30 octobre     | Critérium des Cévennes            | Pierre Campana     | Sabrina de Castelli | Mini John Cooper Works WRC |
| 8      | 24 novembre-27 novembre   | Rallye du Var                     | Jari-Matti Latvala | Miikka Anttila      | Ford Fiesta RS WRC         |

## Classement du championnat
Le classement final du championnat ne comptabilise que les six meilleurs résultats de chaque pilote et prend en compte des points supplémentaires pour les vainqueurs des différentes classes.
| Place | Pilote                   | Voiture                | 1   | 2   | 3   | 4   | 5   | 6   | 7   | 8    | Points |
| ----- | ------------------------ | ---------------------- | --- | --- | --- | --- | --- | --- | --- | ---- | ------ |
| 1er   | Gilles Nantet            | Porsche 911 GT3        | ab  | 4e  | 5e  | 2e  | 2e  | 1er | ab  | 118e | 85     |
| 2e    | Pierre Roché             | Peugeot 307 WRC        | 4e  | ab  | 3e  | 1er | ab  | 2e  | 5e  | 6e   | 85     |
| 3e    | Éric Brunson             | Subaru Impreza WRC     | 1er | 2e  | 2e  | 4e  | ab  | ab  | 3e  | ab   | 81     |
| 4e    | Dany Snobeck             | Citroën C4 WRC         | 2e  | 1er | 1er | ab  | ab  | 9e  | 4e  | ab   | 74     |
| 5e    | Cédric Robert            | Citroën DS3 R3         | 7e  | 7e  | 9e  | 10e | 4e  | 4e  | 7e  | 12e  | 72     |
| 6e    | Mathieu Arzeno           | Citroën DS3 R3         | 13e | 8e  | ab  | 12e | ab  | 3e  | 6e  | 11e  | 59     |
| 7e    | Emmanuel Guigou          | Renault Megane RS Gr N | 9e  | ab  | 7e  | ab  | 6e  | 6e  | ab  | 10e  | 59     |
| 8e    | Jean-Charles Beaubelique | Peugeot 207 S2000      | 11e | 27e | 11e | 8e  |     |     | 32e | 19e  | 49     |
| 9e    | Romain Fostier           | Suzuki Swift Gr N      | 50e | 76e | 71e | 61e | 75e |     |     | 67e  | 49     |
| 10e   | Ludovic Gal              | Peugeot 207 S2000      |     |     |     | 3e  | 3e  |     | 10e | 9e   | 48     |

### Autres championnats/coupes sur asphalte
- Trophée BF Goodrich :
  - 1er Gilles Nantet sur Porsche 911 GT3 avec 46pts
  - 2e  Ludovic Gal sur Peugeot 207 S2000 avec 30pts
  - 3e  Jean-Charles Beaubelique sur Peugeot 207 S2000 avec 23pts

- Championnat de France Team :
  - 1er Team Saintéloc Racing avec 112pts
  - 2e Team MSR by gbi.com avec 102pts
  - 3e Team Revo6 avec 97pts

- Championnat de France des Rallyes-Copilotes :
  - 1er Martine Roché avec 85pts
  - 2e  Cédric Mondon avec 81pts
  - 3e  Gilles Mondésir avec 74pts

- Championnat de France Junior :
  - 1er Nicolas Romiguiere avec 36pts
  - 2e  Sébastien Chardonnet avec 35pts
  - 3e  Quentin Gilbert avec 26pts

- Super Coupe :
  - 1er Romain Fostier avec 460pts
  - 2e  Charlotte Berton avec 370pts
  - 3e  Laurent Gracial avec 315pts

- Volant Peugeot 207 : 
  - 1er Germain Bonnefis avec 100pts
  - 2e  Rémi Jouines avec 99pts
  - 3e  Cyril Audirac avec 87pts